# Barbastella leucomelas
Barbastella leucomelas là một loài động vật có vú trong họ Dơi muỗi, bộ Dơi. Loài này được Cretzschmar mô tả năm 1826.